# Conflictos en el Cuerno de África

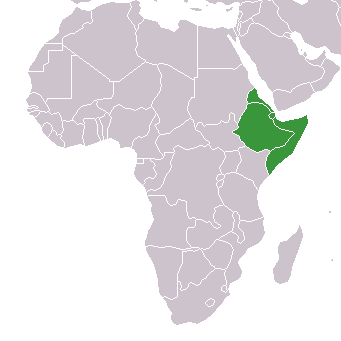
El Cuerno de África.

Los conflictos en el Cuerno de África han asolado recientemente esa región. 

## Historia
El Cuerno de África es una región continuamente en crisis. Etiopía ocupa una posición predominante en el Cuerno debido a su importancia demográfica: cerca de 85% de la población de esa área vive allí. Sin embargo, la historia de Etiopía está en gran medida marcada por los conflictos entre los grupos étnicos que viven de los recursos y el espacio, así como entre el nacionalismo y el marxismo-leninismo en la época moderna. El resto de la región también se enfrenta a continuas guerras: una guerra civil estalló en Somalia en 1986, por lo que el país no ha tenido ningún gobierno nacional en funcionamiento desde 1991.

## Conflictos coloniales
- Primera guerra ítalo-etíope 1895-1896
- Resistencia Dervish contra Italia y el Reino Unido, 1920
- Segunda guerra ítalo-etíope 1935-1936

## Primera Guerra Mundial
- Campaña de África Oriental 1914-1918

## Segunda Guerra Mundial
- Campaña de África Oriental 1940-1941

## Conflictos recientes
- Guerra de la Independencia Eritrea 1961-1991, Entre los grupos a favor de la libertad de Eritrea (principalmente el EPLF y el FLE) y el Derg que gobernaba Etiopía
- Guerra de Shifta 1963-1967, conflicto secesionista somalí en Kenia
- Guerra civil etíope 1974-1991, Entre el Derg (Consejo de gobierno de Etiopía) y diferentes grupos armados, destacándose el  EPRP, el MEISON, el TPLF, los grupos que buscaban la independencia de Eritrea, la monárquica EDU (al inicio de la guerra), y el FLSO; además del Terror Rojo
- Guerra de Ogaden 1977 - 1978 entre Etiopía y Somalia (como parte de la guerra civil etíope)
- Guerra civil yibutiana 1991-1994
- Guerra entre Etiopía y Eritrea 1998-2000, entre Eritrea y Etiopía
- Guerra civil somalí 1986-presente
  - Operación Restore Hope 1992-1993, intervención de la ONU
  - Guerra en Somalia 2006 - 2009, intervención de Etiopía
- Operación Libertad Duradera (Cuerno de África) 2002-presente, entre la OTAN y al-Qaeda
- Conflicto de Ogaden de 2007 entre Etiopía y el Frente para la Liberación Nacional de Ogaden
- Conflicto fronterizo entre Yibuti y Eritrea
- Enfrentamientos afar-somalíes conflicto vigente desde el año 2014.
- Guerra de Tigray en el año 2020